# Ian Johnson (joueur de cricket)
Pour les articles homonymes, voir Ian Johnson et Johnson.
Ian William Geddes Johnson CBE, né le 8 décembre 1917 et mort le 9 octobre 1998, un joueur de cricket australien qui a joué 45 Test cricket en tant que lanceur slow off-break entre 1946 et 1956.

## Jeunesse
Johnson est né à North Melbourne, une banlieue intérieure de Melbourne, le 8 décembre 1918. Son père, William Johnson—un épicier de vins et spiritueux - était un joueur de cricket passionné qui a joué un match de première classe pour Victoria en 1924–25 avant de devenir sélectionneur de l'équipe d'Australie de cricket,,.
En tant qu'écolier, Ian Johnson excelle dans une variété de sports. Il a participé à des compétitions d'athlétisme et de football australien, ainsi qu'en tant que gardien de guichet pour Middle Park State School. En 1936, il devient champion amateur victorien de squash. Cependant, il a trouvé sa vocation dans le cricket. En 1934-1935, à l'âge de seulement 16 ans, et toujours écolier au Wesley College, Johnson a joué son premier match pour South Melbourne Cricket Club First XI.

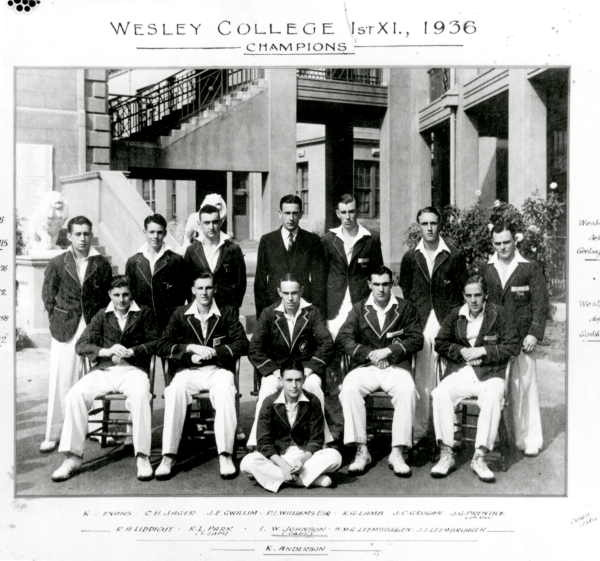
Le Wesley College First XI en 1936. Johnson est dans la rangée du milieu, au centre.

Il a eu l'occasion de jouer au cricket de première classe la saison suivante, jouant pour équipe de Tasmanie—alors qu'il n'était pas impliqué dans la compétition Sheffield Shield - à peine 23 jours après son dix-septième anniversaire,. Il a marqué 34 et 26 points et a pris deux guichets dans chaque manches comme la Tasmanie a gagné par six guichets. Il a été retenu pour le match suivant, marquant 15 points dans ses seules manches et prenant 3 guichets pour 40 passes (3/40) dans les premières manches de Tasmanie et 1/27 dans la deuxième manche.
Il n' a plus joué au cricket de première classe pendant trois ans, revenant finalement à l'équipe victorienne pour jouer deux autres matchs contre la Tasmanie en 1938-1939, réalisant son meilleur score de première classe à ce jour, 88 passes, dans la deuxième partie,. Il a obtenu sa place dans l'équipe victorienne en 1939-1940 saison, faisant ses débuts Sheffield Shield contre South Australia à Adélaïde en novembre 1939. Battant au numéro cinq, Johnson a marqué 33 points dans les premières manches et 41 dans la deuxième, mais n' a pas été en mesure de prendre un guichet. Cette saison-là, Johnson a obtenu 313 points à une moyenne de 26,08 et 13 guichets à une moyenne de 39,92,. Au cours d'une saison tronquée en raison de la Seconde Guerre mondiale, Johnson a joué cinq matchs en 1940-1941, marquant 292 courses à une moyenne de 32,44 et prenant 25 guichets à 27,60,.
La carrière de cricket de Johnson fut interrompue par la guerre et il s'enrôla dans la Royal Australian Air Force (RAAF) en mars 1941. Il a piloté des Bristol Beaufighter au sein de la No. 22 Squadron RAAF (en) et, en 1944, il était Flight lieutenant au cours du théâtre d'opérations dans le sud-ouest du Pacifique pendant la Seconde Guerre mondiale. En juin 1945, Johnson a reçu la Mention élogieuse pour service inestimable dans les airs pour son travail d'instructeur de vol à l'École élémentaire de pilotage no 11, basée à Benalla, dans la région rurale de Victoria,. Il a été libéré en décembre 1945 et a repris sa carrière de cricket de première classe au cours de la saison 1945-46.

## Carrière en Test

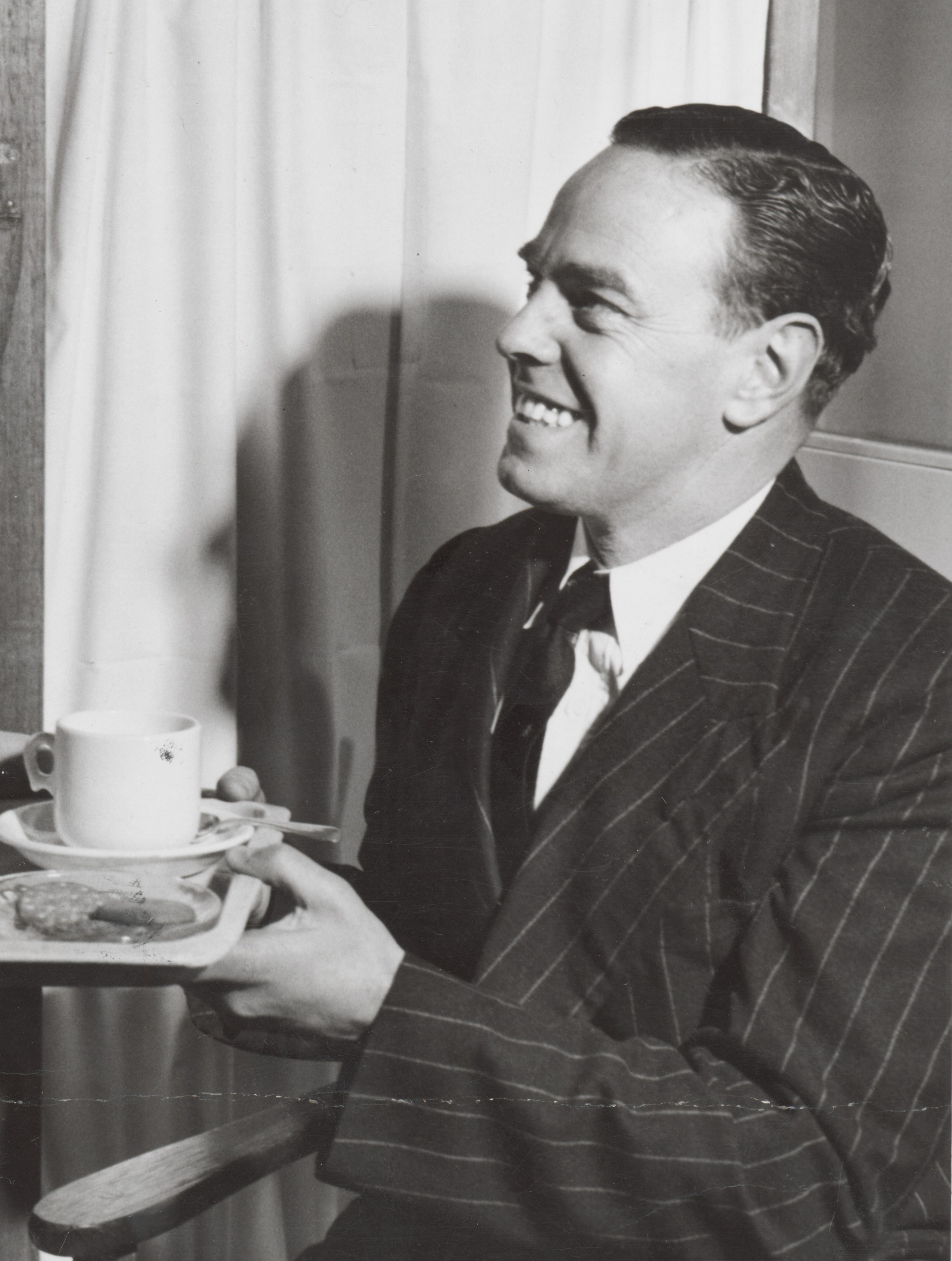
Ian Johnson, en 1950.

### Début et carrière précoce en Test
Après sa sortie de service, Johnson est retourné à la première classe de cricket en 1945-46 saison, remportant une place dans la tournée australienne en Nouvelle-Zélande. Le seul match en Test - le premier entre les deux nations - a eu lieu au  Basin Reserve (en) à Wellington. Johnson a marqué 7 not out et il n' a pas eu besoin de jouer car la Nouvelle-Zélande s'est effondrée pour un total de seulement 96 runs dans leurs deux manches; l'Australie a gagné par une manche et 103 runs.
Le Test cricket a repris en Australie avec la visite de l'équipe anglaise en 1946-47. Avant le début des matchs test, l'équipe en tournée jouait Victoria dans un match d'entrainement. Johnson a pris 4 guichets pour 38 runs dans les deuxièmes manches anglaises, mais n'a pas pu empêcher les touristes de gagner par 244 runs.